# Trégueux
Trégueux är en kommun i departementet Côtes-d'Armor i regionen Bretagne i nordvästra Frankrike. Kommunen ligger i kantonen Langueux som tillhör arrondissementet Saint-Brieuc. År 2022 hade Trégueux 8 462 invånare.

## Befolkningsutveckling
Antalet invånare i kommunen Trégueux
Referens:INSEE